# Regering-Lefèvre
De regering-Lefèvre-Spaak (25 april 1961 - 28 juli 1965) was een Belgische regering. De regering bestond uit de CVP/PSC (96 zetels) en de BSP/PSB (84 zetels).
De overheid werd geconfronteerd met toenemende communautaire spanningen. De Vlaamse Beweging was in volle opleving. De mars op Brussel die op 11 oktober 1961 werd georganiseerd bracht 63.000 mensen samen. Ook de Waalse Beweging kwam versterkt naar voren uit de algemene staking tegen de Eenheidswet in de winter van 1960-1961.
Het is onder deze regering dat de taalgrens werd vastgelegd, wat leidde tot de wens om de provincies taalkundig te homogeniseren. De controverse rond de gemeente Voeren begon toen. Sommigen wilden dat de gemeente aan de provincie Limburg werd gehecht en anderen wilden dat ze binnen de provincie Luik bleef. Een volksraadpleging in Voeren gaf aan dat een grote meerderheid van de inwoners binnen de provincie Luik wilde blijven, ondanks de mogelijkheid om taalvoorzieningen in te voeren. De Vlaamse en Waalse Bewegingen begonnen elkaar op dit punt tegen te werken door grote demonstraties te organiseren. Uiteindelijk werd de taalgrens aangenomen op 31 oktober 1962. Voeren ging uiteindelijk naar de provincie Limburg.
Een ander moeilijke kwestie was de Brusselse Rand. Aangezien verschillende gemeentes in de Brusselse periferie een grote Franstalige minderheid hadden, werd er een wetsvoorstel ingediend om deze tot het Brusselse agglomeratie toe te voegen. De Vlaamse Beweging was hier tegen, evenals enkele Franstalige leden  uit Waals-Brabant die vreesden dat bepaalde gemeentes in Waals-Brabant, met een grote Nederlandstalige minderheid, ook aan Brussel gehecht zou kunnen worden. Het Hertoginnedalcompromis probeerde de kwestie te beslechten. Het legde de gemeentes met taalkundige voorzieningen in de Brusselse periferie vast, maar legde het gebruik van het Nederlands op in de Vlaamse administraties en bedrijven en de bouw van Nederlandstalige scholen in Brussel. Het compromis slaagde er echter niet in de eisen van de Vlaamse Beweging te bedaren en leidde tot de oprichting van het FDF in 1964 en andere kleine Waalse partijen.
In 1961 verklaarde de president van Frankrijk Charles de Gaulle dat hij de politieke betrekkingen tussen de lidstaten van de EEG verder wilde institutionaliseren: zijn project was de oprichting van een door Frankrijk gedomineerd confederaal politiek Europa, dat een nieuw blok zou vormen tussen de Verenigde Staten en de Sovjet-Unie. De Gaulle stond dus tegenover de wens van België om een pro-Amerikaans supranationaal Europa te vormen. Frankrijk was ook tegen de toetreding van het Verenigd Koninkrijk tot de EEG, terwijl België het land steunde om een tegenwicht te bieden aan Frankrijk en Duitsland. Ten slotte zal noch het Franse Europese project, noch de toetreding van de Britten tot de EEG worden geaccepteerd, waardoor de opbouw van Europa werd vertraagd.
De regering-Lefèvre volgde de regering-G. Eyskens III op nadat ze was gevallen vanwege de winterstaking van 1960-1961 en werd opgevolgd door de regering-Harmel na de verkiezingen van 23 mei 1965.

## Samenstelling
De regering bestond uit 20 ministers. De CVP/PSC had 10 ministers en 1 adjunct-minister, de BSP/PSB had 7 ministers en 2 adjunct-ministers.
| Ambtsbekleder                                         | Ambtsbekleder                | Ambtsbekleder                   | Functie en bevoegdheden                                                                   | Termijn                          | Partij      |
| Kernkabinet                                           | Kernkabinet                  | Kernkabinet                     | Kernkabinet                                                                               | Kernkabinet                      | Kernkabinet |
| ----------------------------------------------------- | ---------------------------- | ------------------------------- | ----------------------------------------------------------------------------------------- | -------------------------------- | ----------- |
|                                                       |                              | Théo Lefèvre (1914-1973)        | Premier belast met de Economische Coördinatie en de Coördinatie van het Wetenschapsbeleid | 25 april 1961 - 28 juli 1965     | CVP-PSC     |
|                                                       |                              | Paul-Henri Spaak (1899-1972)    | Vicepremier Buitenlandse Zaken                                                            | 25 april 1961 - 28 juli 1965     | PSB-BSP     |
| Ruanda-Urundi                                         | 25 april 1961 - 24 juli 1965 | Paul-Henri Spaak (1899-1972)    |                                                                                           |                                  | PSB-BSP     |
| Buitenlandse Handel en Technische Bijstand ad interim | 15 april 1965 - 28 juli 1965 | Paul-Henri Spaak (1899-1972)    |                                                                                           |                                  | PSB-BSP     |
| Ministers                                             |                              |                                 |                                                                                           |                                  |             |
|                                                       |                              | Piet Vermeylen (1904-1991)      | Justitie                                                                                  | 25 april 1961 - 28 juli 1965     | BSP-PSB     |
|                                                       |                              | Paul-Willem Segers (1900-1983)  | Landsverdediging                                                                          | 25 april 1961 - 28 juli 1965     | CVP-PSC     |
|                                                       |                              | André Dequae (1915-2006)        | Financiën                                                                                 | 25 april 1961 - 28 juli 1965     | CVP-PSC     |
|                                                       |                              | Charles Héger (1902-1984)       | Landbouw                                                                                  | 25 april 1961 - 28 juli 1965     | PSC-CVP     |
|                                                       |                              | Antoon Spinoy (1906-1967)       | Economische Zaken en Energie                                                              | 25 april 1961 - 28 juli 1965     | BSP-PSB     |
|                                                       |                              | Edmond Leburton (1915-1997)     | Sociale Voorzorg                                                                          | 25 april 1961 - 28 juli 1965     | PSB-BSP     |
|                                                       |                              | Arthur Gilson (1915-2004)       | Binnenlandse Zaken en Openbaar Ambt                                                       | 25 april 1961 - 28 juli 1965     | PSC-CVP     |
|                                                       |                              | Joseph-Jean Merlot (1913-1969)  | Openbare Werken                                                                           | 25 april 1961 - 5 november 1962  | PSB-BSP     |
|                                                       |                              | Georges Bohy (1897-1972)        | Openbare Werken                                                                           | 5 november 1962 - 28 juli 1965   | PSB-BSP     |
|                                                       |                              | Maurice Brasseur (1909-1996)    | Buitenlandse Handel en Technische Bijstand                                                | 25 april 1961 - 15 april 1965    | PSC-CVP     |
|                                                       |                              | Victor Larock (1904-1977)       | Nationale Opvoeding en Cultuur                                                            | 25 april 1961 - 31 juli 1963     | PSB-BSP     |
|                                                       |                              | Henri Janne (1908-1991)         | Nationale Opvoeding en Cultuur                                                            | 31 juli 1963 - 28 juli 1965      | PSB-BSP     |
|                                                       |                              | Hendrik Fayat (1908-1997)       | Adjunct voor Buitenlandse Zaken                                                           | 25 april 1961 - 28 juli 1965     | BSP-PSB     |
|                                                       |                              | Léon Servais (1907-1975)        | Tewerkstelling en Arbeid                                                                  | 25 april 1961 - 28 juli 1965     | PSC-CVP     |
|                                                       |                              | Renaat Van Elslande (1916-2000) | Adjunct voor Nationale Opvoeding en Cultuur                                               | 25 april 1961 - 12 juli 1962     | CVP-PSC     |
| Cultuur en Adjunct voor Nationale Opvoeding           | 12 juli 1962 - 28 juli 1965  | Renaat Van Elslande (1916-2000) |                                                                                           |                                  | CVP-PSC     |
|                                                       |                              | Joseph Custers (1904-1982)      | Volksgezondheid en Gezin                                                                  | 25 april 1961 - 28 juli 1965     | CVP-PSC     |
|                                                       |                              | François Tielemans (1906-1962)  | Adjunct voor Financiën                                                                    | 25 april 1961 - 21 december 1962 | BSP-PSB     |
|                                                       |                              | Henri Deruelles (1914-1993)     | Adjunct voor Financiën                                                                    | 18 januari 1963 - 28 juli 1965   | PSB-BSP     |
|                                                       |                              | Alfred Bertrand (1913-1986)     | Verkeerswezen                                                                             | 25 april 1961 - 28 juli 1965     | CVP-PSC     |
|                                                       |                              | Albert De Clerck (1914-1974)    | Middenstand                                                                               | 25 april 1961 - 28 juli 1965     | CVP-PSC     |
|                                                       |                              | Marcel Busieau (1914-1995)      | Posterijen, Telegrafie en Telefonie                                                       | 25 april 1961 - 18 januari 1963  | PSB-BSP     |
|                                                       |                              | Edward Anseele jr. (1902-1981)  | Posterijen, Telegrafie en Telefonie                                                       | 18 januari 1963 - 28 juli 1965   | BSP-PSB     |

### Herschikkingen
- Van 25 april 1961 tot 12 juli 1962 is Renaat Van Elslande (CVP/PSC) adjunct-minister van Nationale Opvoeding en Cultuur.
- Op 30 mei 1961 wordt Paul-Henri Spaak (PSB/BSP) benoemd tot minister van Ruanda-Urundi.
- Op 5 november 1962 wordt Georges Bohy (PSB/BSP) minister van Openbare Werken in de plaats van ontslagnemend minister Joseph-Jean Merlot (PSB/PSB).
- Op 18 januari 1963 wordt Edouard Anseele (BSP/PSB) minister van PTT in de plaats van ontslagnemend minister Marcel Busieau (PSB/PSB). Henri Deruelles (PSB/BSP) wordt adjunct-minister van Financiën in de plaats van de overleden minister François Tielemans (BSP/PSB)
- Op 13 juli 1963 wordt Henri Janne (PSB/BSP) minister van Nationale Opvoeding in de plaats van ontslagnemend minister Victor Larock (PSB/PSB).
- Op 14 april 1965 wordt Paul-Henri Spaak (PSB/BSP) minister ad interim van Buitenlandse Handel en Technische Bijstand in de plaats van ontslagnemend minister Maurice Brasseur (PSC/CVP).

## Aangenomen wetten
- Vastlegging van de taalgrens en aanpassing van de taalwetgeving in België:
  - wet van 8 november 1962 tot wijziging van provincie-, arrondissements- en gemeentegrenzen
  - wet van 30 juli 1963 houdende taalregeling in het onderwijs (taalwet onderwijs)
  - wet van 2 augustus 1963 op het gebruik van de talen in bestuurszaken (taalwet bestuurszaken)
- Opdeling van het ministerie van Nationale Opvoeding en Cultuur volgens taalrol (eerste stap naar culturele autonomie, dat later bij de eerste echte staatshervorming werd ingevoerd)
- Bij wet van 26 juni 1963 werd het Nationaal Instituut voor Lichamelijke Opvoeding, de Sport en het Openluchtleven (NILOS) ontbonden en kwam er het Nederlandstalige BLOSO (zie het huidige Sport Vlaanderen) en het Franstalige ADEPS
- Wet van 9 april 1965 houdende diverse maatregelen voor de universitaire expansie